# Rubin Seigers
Rubin Seigers (Balen, 11 de enero de 1998) es un futbolista belga que juega en la demarcación de defensa para el K. V. C. Westerlo de la Primera División de Bélgica.

## Biografía
Tras empezar a formarse como futbolista con el K. R. C. Genk, finalmente subió al primer equipo en la temporada 2017/18, haciendo su debut el 17 de mayo de 2017 en un encuentro de play off para la Liga Europa de la UEFA contra el KSV Roeselare, encuentro que finalizó con un resultado de 3-1 a favor del conjunto de Genk. En julio de 2019 fue cedido al K Beerschot VA una temporada. Tras no disponer de minutos en su regreso a Genk, en enero de 2021 abandonó definitivamente el club y firmó por tres años y medio con el K. V. C. Westerlo. Allí permaneció hasta agosto de 2023, momento en el que fichó por el SV Zulte Waregem.

## Clubes
| Club                      | País    | Año       | Partidos | Goles |
| ------------------------- | ------- | --------- | -------- | ----- |
| K. R. C. Genk             | Bélgica | 2017-2019 | 9        | 0     |
| K Beerschot VA (cedido)   | Bélgica | 2019-2020 | 6        | 0     |
| K. R. C. Genk             | Bélgica | 2020-2021 | 0        | 0     |
| K. V. C. Westerlo         | Bélgica | 2021-2023 | 60       | 0     |
| SV Zulte Waregem (cedido) | Bélgica | 2023-2024 | 11       | 0     |
| K. V. C. Westerlo         | Bélgica | 2024-     | 2        | 0     |

## Palmarés

### Campeonatos nacionales
| Título                      | Club          | País    | Año  |
| --------------------------- | ------------- | ------- | ---- |
| Primera División de Bélgica | K. R. C. Genk | Bélgica | 2019 |